# ساخت برون‌سایتی
ساخت برون‌سایتی (انگلیسی: Off-site construction) ساخت وسازی است که در مکانی متفاوت از مکان استقرار ساختمان صورت می‌گیرد. این نوع ساخت‌وساز در کارخانه تولیدی که اختصاصاً برای چنین فرایندهایی طراحی شده‌اند انجام می‌گیرد. مدول‌ها به صورت جداگانه در کارخانه ساخته می‌شوند و سپس به وسیله تریلرهایی که به این منظور طراحی شده‌اند به سایت منتقل می‌شوند. پی‌های بتنی به گونه‌ای در زمین فرو می‌شوند که ساختمان در سطح تراز قرار می‌گیرد و نیاز به استفاده از رمپ و پله از بین می‌رود. در محل احداث، ساختمان به زمین و دیگر مدول‌ها وصل می‌شود و روی پی‌های دائمی کار گذاشته می‌شود. این ساختمان‌ها با هر نظام ساختی قابل اجرا هستند و از ساختمان‌های سنتی که در سایت ساخته می‌شوند غیرقابل افتراق‌اند.
چهار دسته ساخت برون‌سایتی وجود دارد، که تحت آن سیستم‌های متفاوت بسیاری ساخته شده‌است. این دسته‌بندی‌ها شامل، حجمی، مدولار، صفحه‌ای و ترکیبی می‌باشد. هریک از این دسته‌بندی‌ها رویکرد متفاوتی به ساخت برون‌سایتی دارند که هر کدام می‌تواند با دیگری ترکیب شود و منجر به ایجاد یک ساخت برون‌سایتی مختلط شود.

## انواع ساختمان
ساخت برون‌سایتی را (مانند ساخت درون‌سایتی) می‌توان برای انواع مقاصد از جمله مسکونی، آموزشی، درمانی و کاربردهای تجاری استفاده کرد. ساختمان‌ها می‌توانند از تعداد کمی واحد مدولار تا صدها واحد، متغیر باشند و از نظر ارتفاع می‌توانند در طبقات زیاد ساخته شوند.

## شباهت‌ها
ساخت برون‌سایتی مشابه ساخت مدولار است اما ساخت برون‌سایتی در درجه اول متمرکز بر ساخت‌وساز دائمی است، در حالی که ساخت‌وساز مدولار می‌تواند هم دائمی، هم قابل جابه‌جایی باشد.